# Die Lerche mit ihren Jungen und der Gutsbesitzer

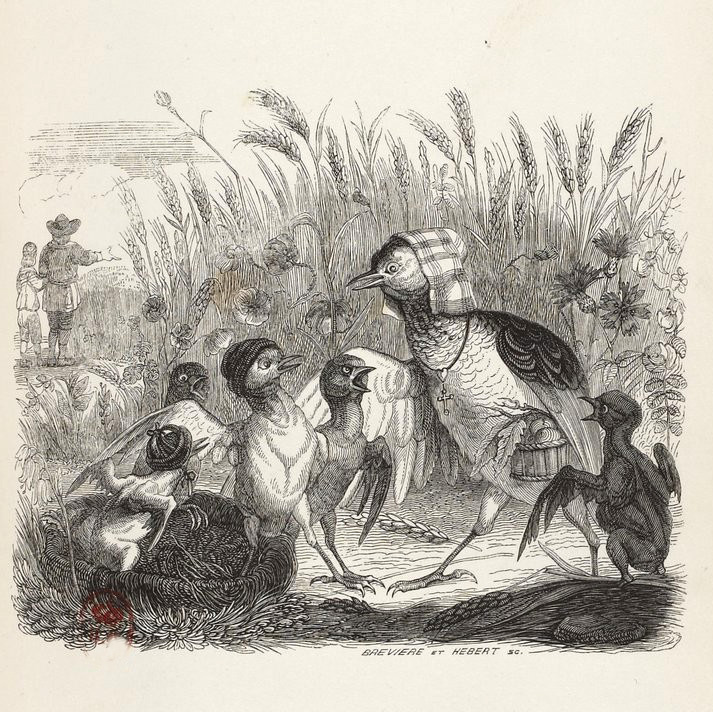
L’Alouette et ses petits, avec le Maître d’un champ

Die Lerche mit ihren Jungen und der Gutsbesitzer (franz. L’Alouette et ses petits, avec le Maître d’un champ) ist die 22. Fabel im vierten Buch der Fabelsammlung Fables Choisies, Mises En Vers von Jean de La Fontaine.
Die Fabel illustriert den relativen Wert wahrer und falscher Beredsamkeit am Beispiel einer Lerche und eines Gutsbesitzers, indem zwei Elternteile miteinander verglichen werden. Eine Lerche, die etwas spät im Weizenfeld eines Gutsbesitzers brütet, stellt fest, dass ihre Jungen noch nicht flügge sind, als die Erntezeit gekommen ist. Die jungen Lerchen hören wie der Gutsbesitzer seinen Sohn losschickt, Erntehelfer herbeizubitten, und geraten in hellen Aufruhr. Die Mutter beruhigt ihre Kinder: er werde vergeblich auf Helfer warten und die Familie könne sich Zeit lassen. Tatsächlich muss der Bauer nach etlicher Zeit einsehen, dass er sich weder auf Freunde noch Verwandte verlassen kann und das Feld selber abräumen muss. Da erst verlassen die Lerchen das Nest. Die Rede der Lerchen-Mutter zeigt die richtige Beurteilung der unmittelbaren Umstände und veranschaulicht wahre Beredsamkeit. Der hartnäckige Bauer dagegen ist zwar kein vorsätzlicher Lügner, ist aber blind gegenüber der Wahrheit sowohl über sich selbst als auch über die Welt.
La Fontaine bietet mit der vereinzelten, zu spät kommenden Lerche ein Gegenbild zu den dem Naturgesetz sich unterordnenden übrigen Tieren. Damit der Einzelfall als besonders belangvoll und das Nachholen des Versäumten als geboten empfunden wird, gibt der Dichter das Bild in seiner verpflichtenden Allgemeinheit. Dieser Natureingang hat noch eine weitere Bedeutung: der Gegenspieler der Lerchenfamilie ist der Mensch, der Feldbesitzer, der sich erst auf sich selbst besinnen muss, bis die Lerche die Zeit des Abflugs gekommen fühlt. Solange der Gutsbesitzer sich mit dem Mähen auf Freunde und Verwandte verlässt, ist es noch nicht eilig. Das Gesetz des Menschen (franz. Ne t’attends qu’á toi-méme; deutsch: Erwarte nur dich selbst) tritt dem Naturgesetz (Liebe im Frühling) gegenüber. Die Verspätung gegenüber dem Naturgesetz kann die Lerche einholen, solange der Feldbesitzer sich auf andere verlässt. Der Abzug der Vögel am Schluss der Fabel ist nicht bloß malerisch gesehen, sondern hat seine funktionelle Bedeutung: die Betonung des Zeitmoments, ferner des Nunmehr-Herangewachsen-Seins (dadurch dass der Bauer solange gezögert hatte).